# Europese kampioenschappen acrobatische gymnastiek 2013
De Europese kampioenschappen acrobatische gymnastiek 2013 waren door Union Européenne de Gymnastique (UEG) georganiseerde kampioenschappen voor acrogymnasten. De 26e editie van de Europese kampioenschappen vond plaats van 16 tot 28 oktober 2013 in het Portugese Odivelas.

## Resultaten

### Duo's
| Dames      |                                         |                                             |                                         |
| Discipline | Goud                                    | Zilver                                      | Brons                                   |
| All round  | Danielle Jones Shanie-redd Thorne       | Eline De Smedt Nikki Snel                   | Ekaterina Mishchenko Ksenia Sidelnikova |
| Balans     | Eline De Smedt Nikki Snel               | Danielle Jones Shanie-redd Thorne           | Elizaveta Dubrovina Valentina Kim       |
| Tempo      | Ekaterina Mishchenko Ksenia Sidelnikova | Marharyta Bartashevich Viktoryia Mikhnovich | Danielle Jones Shanie-redd Thorne       |
| Heren      |                                         |                                             |                                         |
| Discipline | Goud                                    | Zilver                                      | Brons                                   |
| All round  | Alexey Dudchenko Konstantin Pilipchuk   | Alex Houston Timothy Pritchard              | Yauheni Novikau Ilya Rybinski           |
| Balans     | Alexey Dudchenko Konstantin Pilipchuk   | Alex Houston Timothy Pritchard              | Yauheni Novikau Ilya Rybinski           |
| Tempo      | Alexey Dudchenko Konstantin Pilipchuk   | Alex Houston Timothy Pritchard              | Yauheni Novikau Ilya Rybinski           |
| Gemengd    |                                         |                                             |                                         |
| Discipline | Goud                                    | Zilver                                      | Brons                                   |
| All round  | Dominic Smith Alice Upcott              | Marina Chernova Revaz Gurgenidze            | Leonor Oliveira Gonçalo Roque           |
| Balans     | Leonor Oliveira Gonçalo Roque           | Marina Chernova Revaz Gurgenidze            | Dominic Smith Alice Upcott              |
| Tempo      | Eleanor Franks Christopher Rogers       | Marina Chernova Revaz Gurgenidze            | Leonor Oliveira Gonçalo Roque           |

### Groep
| Dames      |                                                                      |                                                                 |                                                                 |
| Discipline | Goud                                                                 | Zilver                                                          | Brons                                                           |
| All round  | Ekaterina Loginova Aigul Shaikhutdinova Ekaterina Stroynova          | Georgia Lancaster Elise Matthews Millie Spalding                | Daniela Leal Leonor Piqueiro Bárbara Sequeira                   |
| Balans     | Ekaterina Loginova Aigul Shaikhutdinova Ekaterina Stroynova          | Daniela Leal Leonor Piqueiro Bárbara Sequeira                   | Yulia Khrypach Hanna Kobyzeva Julia Kovalenko                   |
| Tempo      | Ekaterina Loginova Aigul Shaikhutdinova Ekaterina Stroynova          | Georgia Lancaster Elise Matthews Millie Spalding                | Daniela Leal Leonor Piqueiro Bárbara Sequeira                   |
| Heren      |                                                                      |                                                                 |                                                                 |
| Discipline | Goud                                                                 | Zilver                                                          | Brons                                                           |
| All round  | Dmitry Bryzgalov Valentin Chetverkin Maxim Chulkov Aleksandr Kurasov | Artsiom Khvalko Kiryl Shatau Eduard Vauchetski Kiryl Zhdanovich | Victor Iaremchuk Andrii Kozynko Oliksiy Lesyk Oleksandr Nelep   |
| Balans     | Dmitry Bryzgalov Valentin Chetverkin Maxim Chulkov Aleksandr Kurasov | Artsiom Khvalko Kiryl Shatau Eduard Vauchetski Kiryl Zhdanovich | Jakub Kosowicz Wojciech Krysiak Lukasz Misztela Radoslaw Trojan |
| Tempo      | Dmitry Bryzgalov Valentin Chetverkin Maxim Chulkov Aleksandr Kurasov | Victor Iaremchuk Andrii Kozynko Oliksiy Lesyk Oleksandr Nelep   | Artsiom Khvalko Kiryl Shatau Eduard Vauchetski Kiryl Zhdanovich |

1978 ·
1979 ·
1980 ·
1982 ·
1984 ·
1985 ·
1986 ·
1987 ·
1988 ·
1989 ·
1990 ·
1991 ·
1992 ·
1993 ·
1994 ·
1995 ·
1996 ·
1997 ·
1999 ·
2001 ·
2003 ·
2005 ·
2007 ·
2009 ·
2011 ·
2013 ·
2015 ·
2017 ·
2019 ·
2021 ·